# Kineski zid (glazbeni sastav)
Kineski zid, glazbeni sastav iz Splita, Hrvatska. 

## Povijest
Djelovali početkom 1980-ih. 1983. godine objavili su album Kineski zid kod izdavača Suzy. Poznata im je uspješnica Ja vidim sve. Omot za taj album oslikao je poznati karikaturist Tonči Kerum. Suzy i Hit Records su im reizdali album 2011. godine.

## Diskografija
- Kineski zid, Suzy, 1983.

## Članovi
Članovi su bili:
- Darko Aljinović
- Darko Stanojkovski
- Dean Dvornik
- Dino Dvornik
- Ivica Lozić
- Ivo Jagnjić
- Teo Čipčić
- Bojan Beladović
- Dragan Kotarac

## Vanjske poveznice
- Discogs